# Coppa delle nazioni africane 2015
La Coppa delle nazioni africane 2015, o Orange Africa Cup of Nations 2015 per ragioni di sponsorizzazione, nota anche come Guinea Equatoriale 2015, è stata la 30ª edizione di questo torneo di calcio continentale per squadre nazionali maggiori maschili (spesso detto Coppa d'Africa) organizzato dalla CAF e la cui fase finale si è svolta in Guinea Equatoriale dal 17 gennaio all'8 febbraio 2015.
Il torneo si sarebbe dovuto svolgere in Marocco, ma il paese magrebino si è rifiutato di organizzare la manifestazione nelle date prestabilite a causa dell'epidemia di Ebola in Africa Occidentale. Per la seconda volta nella sua storia a trionfare è stata la Costa d'Avorio, che nella finale disputata all'Estadio de Bata dell'omonima città ha sconfitto il Ghana ai rigori per 9-8, dopo i tempi supplementari conclusi 0-0.

## Qualificazioni
La Guinea Equatoriale è stata ammessa di diritto alla fase finale in quanto paese organizzatore, dopo la rinuncia ad ospitare il torneo e la conseguente esclusione del Marocco. La nazionale equatoguineana aveva partecipato alle qualificazioni, venendo però squalificata dal torneo per aver messo in campo un giocatore non schierabile.
I rimanenti quindici posti sono stati assegnati tramite un percorso di qualificazione che ha visto la partecipazione di 51 nazionali e lo svolgimento di 125 incontri tra il 12 aprile e il 19 novembre 2014.
I sorteggi del turno preliminare, del secondo turno e della fase a gironi si sono tenuti a Il Cairo, in Egitto, rispettivamente il 21 febbraio e il 27 aprile 2014.

## Scelta della sede
Inizialmente otto paesi avevano espresso la volontà di ospitare la manifestazione:
| Nazione      | Ultima edizione ospitata |
| ------------ | ------------------------ |
| Botswana     | -                        |
| Camerun      | 1972                     |
| RD del Congo | -                        |
| Guinea       | -                        |
| Marocco      | 1988                     |
| Sudafrica    | 2013                     |
| Zambia       | -                        |
| Zimbabwe     | -                        |

Le nazioni che si candidarono ufficialmente furono Marocco, Repubblica Democratica del Congo e Sudafrica (che si candidò anche per ospitare il torneo nel 2017, poi assegnatole ma scambiato con la Libia e ospitato nel 2013). In seguito all'ispezione dei commissari della CAF, la Repubblica Democratica del Congo ha ritirato la candidatura.
Il Marocco, favorito sul Sudafrica, fu designato come paese ospitante il 29 gennaio 2011, nel corso della CAF Super Cup 2011. Le quattro città che avrebbero ospitato le partite del torneo erano Rabat, Marrakech, Agadir e Tangeri, come annunciato il 23 settembre 2013 dal Comitato Esecutivo CAF.

### Il caso Marocco
Nell'ottobre 2014 il governo dello stato magrebino chiese il rinvio della manifestazione a causa dell'epidemia di Ebola scatenatasi in Africa Occidentale. La CAF analizzò la richiesta durante la riunione del Comitato Esecutivo del 2 novembre 2014, optando per il mantenimento del torneo entro le date prestabilite e chiedendo un chiarimento alla federazione calcistica marocchina. 
La federazione marocchina rimase aggrappata al suo diritto di ospitare la Coppa d'Africa 2015, tuttavia, richiese di far slittare il torneo nel 2016 o di potersi ripresentare come organizzatore nel 2017. 
(Il ministro marocchino dello sport "Mohammed Ouzzine", 11 nov 2014)
La CAF espresse la sua determinazione a mantenere le date a tutti i costi e l'11 novembre annunciò che il Marocco non avrebbe ospitato il torneo e che la loro nazionale sarebbe stata esclusa dalla competizione. La CAF inoltre avviò un procedimento legale ai danni della federcalcio marocchina per il contratto stipulato nell'aprile 2014.
Egitto, Sudan, Angola, Sudafrica e Ghana, considerate inizialmente favorite a sostituire il Marocco, annunciarono di non volersi candidare. Diedero la propria disponibilità ad ospitare la Coppa d'Africa il Qatar e la Guinea Equatoriale, che ospitò il torneo congiuntamente al Gabon nel 2012.
Il 14 novembre 2014 la CAF annuncia di aver designato il paese equatoguineano per ospitare la competizione.

#### Le sanzioni della CAF
- Esclusione del Marocco dalle edizioni 2017 e 2019;
- 1 milione di dollari per aver rifiutato di organizzare la Coppa d'Africa delle Nazioni 2015;
- 10 milioni di dollari come risarcimento alla CAF.

Il TAS di Losanna, ossia il Tribunale Arbitrale dello Sport, diede però maggior ragione al Marocco annullando gran parte delle sanzioni sportive prese dalla CAF contro la federcalcio marocchina, limitando la somma a soli 50.000 dollari. La Nazionale nordafricana potrà quindi disputare le prossime edizioni della Coppa d'Africa.

## Stadi
La lista delle quattro città che ospitano le partite della Coppa d'Africa 2015 è stata ufficializzata dalla CAF il 14 novembre 2014.
Gli stadi di Malabo e Bata avevano già ospitato la Coppa d'Africa 2012.
La partita inaugurale e la finale del torneo saranno ospitate dall'Estadio de Bata dell'omonima città.
| Estadio de Bata                         | Nuevo Estadio de Malabo                 |                                        | Mongomo Bata Malabo Ebebiyín | Estadio de Mongomo                     | Estadio Manuel Enguru |
| Località: Bata                          | Località: Malabo                        | Località: Mongomo                      | Mongomo Bata Malabo Ebebiyín | Località: Ebebiyín                     |                       |
| Coordinate geografiche: 1.823°N 9.788°E | Coordinate geografiche: 3.725°N 8.769°E | Coordinate geografiche: 1.62°N 11.31°E | Mongomo Bata Malabo Ebebiyín | Coordinate geografiche: 2.15°N 11.31°E |                       |
| Capienza: 35 700                        | Capienza: 15 250                        | Capienza: 15 000                       | Mongomo Bata Malabo Ebebiyín | Capienza: 8 000                        |                       |
|                                         |                                         |                                        | Mongomo Bata Malabo Ebebiyín |                                        |                       |

## Marketing

### Pallone
Il pallone ufficiale della Coppa d'Africa 2015 è l'Adidas Marhaba. È stato annunciato dalla CAF e dall'Adidas il 26 novembre 2014, e poi presentato a Malabo il 3 dicembre, in occasione dei sorteggi dei gironi della fase finale.
L'Adidas, fornitore dei palloni della Coppa d'Africa da Ghana 2008, ha scelto il nome Marhaba, che in lingua araba significa benvenuto. I caratteristici colori oro e blu del pallone rappresentano i paesaggi contrastanti del continente, dal deserto del Sahara all'azzurro intenso del cielo. Ha la stessa struttura del Brazuca, pallone ufficiale della Coppa del Mondo 2014.

### Mascotte
La mascotte ufficiale dell'evento è stata annunciata il 7 gennaio 2015 dal responsabile comunicazione della CAF, Erick Mwanza, sul suo profilo Twitter personale.
Chiamata Chuku Chuku, consiste in uno scoiattolo antropomorfo che indossa una divisa rossa, come quella della nazionale ospitante e ha il pallone Marhaba al piede. L'animale presenta una colorazione blu, bianca, rossa e verde, colori della bandiera della Guinea Equatoriale.

### Biglietti
La vendita dei biglietti per il torneo ha avuto inizio il 12 gennaio 2015. La CAF ha reso noti i prezzi in valuta locale (franco CFA) e i punti vendita, distribuiti sul territorio equatoguineano, presso i quali è possibile l'acquisto dei tagliandi.

## Copertura televisiva
Di seguito sono riportate le emittenti televisive mondiali che si sono aggiudicate i diritti a trasmettere le partite dell'avvenimento nel proprio ambito territoriale.
| Nazione             | Emittenti                  |
| ------------------- | -------------------------- |
| Africa subsahariana | SuperSport                 |
| Asia                | Fox Sports                 |
| Australia           | beIN Sports                |
| Brasile             | SporTV                     |
| Colombia            | Señal Colombia, Win Sports |
| Europa              | Eurosport                  |
| Francia             | Canal+                     |
| Ghana               | GTV                        |
| Giappone            | NHK                        |
| India               | Sony SIX                   |
| Mali                | ORTM                       |
| Mondo arabo         | beIN Sports                |
| Nuova Zelanda       | Sky Sports                 |
| Regno Unito         | ITV4                       |
| Senegal             | RTS                        |
| Stati Uniti         | beIN Sports                |
| Sudafrica           | SABC                       |

## Squadre partecipanti
| Pr. | Squadra            | Data di qualificazione certa | Partecipante in quanto                                              | Ultima presenza               |
| --- | ------------------ | ---------------------------- | ------------------------------------------------------------------- | ----------------------------- |
| 1   | Guinea Equatoriale | 14 novembre 2014             | Rappresentativa della nazione organizzatrice della fase finale      | Gabon-Guinea Equatoriale 2012 |
| 2   | Algeria            | 15 ottobre 2014              | 1ª classificata nel gruppo B di qualificazione                      | Sudafrica 2013                |
| 3   | Capo Verde         | 15 ottobre 2014              | 1ª classificata nel gruppo F di qualificazione                      | Sudafrica 2013                |
| 4   | Tunisia            | 14 novembre 2014             | 1ª classificata nel gruppo G di qualificazione                      | Sudafrica 2013                |
| 5   | Zambia             | 15 novembre 2014             | 2ª classificata nel gruppo F di qualificazione                      | Sudafrica 2013                |
| 6   | Camerun            | 15 novembre 2014             | 1ª classificata nel gruppo D di qualificazione                      | Angola 2010                   |
| 7   | Burkina Faso       | 15 novembre 2014             | 2ª classificata nel gruppo C di qualificazione                      | Sudafrica 2013                |
| 8   | Gabon              | 15 novembre 2014             | 1ª classificata nel gruppo C di qualificazione                      | Gabon-Guinea Equatoriale 2012 |
| 9   | Sudafrica          | 15 novembre 2014             | 1ª classificata nel gruppo A di qualificazione                      | Sudafrica 2013                |
| 10  | Senegal            | 15 novembre 2014             | 2ª classificata nel gruppo G di qualificazione                      | Gabon-Guinea Equatoriale 2012 |
| 11  | Ghana              | 19 novembre 2014             | 1ª classificata nel gruppo E di qualificazione                      | Sudafrica 2013                |
| 12  | Costa d'Avorio     | 19 novembre 2014             | 2ª classificata nel gruppo D di qualificazione                      | Sudafrica 2013                |
| 13  | Rep. del Congo     | 19 novembre 2014             | 2ª classificata nel gruppo A di qualificazione                      | Ghana-Nigeria 2000            |
| 14  | Mali               | 19 novembre 2014             | 2ª classificata nel gruppo B di qualificazione                      | Sudafrica 2013                |
| 15  | Guinea             | 19 novembre 2014             | 2ª classificata nel gruppo E di qualificazione                      | Gabon-Guinea Equatoriale 2012 |
| 16  | RD del Congo       | 19 novembre 2014             | Migliore tra le terze classificate di ogni gruppo di qualificazione | Sudafrica 2013                |

## Sorteggio dei gruppi
Il sorteggio per stabilire i gruppi della fase finale, previsto in origine per il 26 novembre a Rabat, si è tenuto a Malabo il 3 dicembre 2014. La posizione A1 è stata assegnata alla nazione organizzatrice. Le restanti 15 squadre sono state classificate in base ai risultati ottenuti nelle qualificazioni di questa edizione, nella Coppa d'Africa 2013, 2012 e nelle rispettive qualificazioni, e nelle qualificazioni mondiali, opportunamente moltiplicati per un coefficiente di importanza della manifestazione.
Nella seguente tabella le quattro urne definite così come nel documento ufficiale della CAF.
| Urna 1                                                                                            | Urna 2                                                                      | Urna 3                                                                           | Urna 4                                                                             |
| ------------------------------------------------------------------------------------------------- | --------------------------------------------------------------------------- | -------------------------------------------------------------------------------- | ---------------------------------------------------------------------------------- |
| Guinea Equatoriale (organizzatrice; A1) Ghana (48 p.ti) Costa d'Avorio (44 p.ti) Zambia (41 p.ti) | Burkina Faso (40 p.ti) Mali (38 p.ti) Tunisia (32,5 p.ti) Algeria (28 p.ti) | Capo Verde (26,5 p.ti) Sudafrica (23,5 p.ti) Camerun (23,5 p.ti) Gabon (22 p.ti) | Guinea (19 p.ti) Senegal (19 p.ti) RD del Congo (18 p.ti) Rep. del Congo (13 p.ti) |

Il sorteggio ha determinato i quattro gruppi riportati qui di seguito.
| Gruppo A           | Gruppo B     | Gruppo C  | Gruppo D       |
| ------------------ | ------------ | --------- | -------------- |
| Guinea Equatoriale | Zambia       | Ghana     | Costa d'Avorio |
| Burkina Faso       | Tunisia      | Algeria   | Mali           |
| Gabon              | Capo Verde   | Sudafrica | Camerun        |
| Rep. del Congo     | RD del Congo | Senegal   | Guinea         |

## Arbitri
Qui di seguito è riportata la lista degli arbitri e degli assistenti scelti per la manifestazione.
Arbitri
- Mehdi Abid Charef
- Juste Ephrem Zio
- Néant Alioum
- Noumandiez Doué
- Gehad Grisha
- Bamlak Tessema Weyesa
- Eric Otogo-Castane
- Bakary Gassama

- Joseph Odartei Lamptey
- Aboubacar Mario Bangoura
- Sylvester Kirwa
- Hamada Nampiandraza
- Koman Coulibaly
- Ali Lemghaifry
- Rajindraparsad Seechurn
- Bouchaïb El Ahrach

- Maguette Ndiaye
- Malang Diedhiou
- Bernard Camille
- El Fadil Mohamed Hussein
- Victor Gomes
- Med Said Kordi
- Janny Sikazwe

Assistenti
- Albdelhak Etchiali
- Jerson Emiliano Dos Santos
- Jean-Claude Birumushahu
- Oamogetse Godisamang
- Evarist Menkouande
- Yéo Songuifolo
- Hassan Egueh Yacin
- Tahssen Abo El Sadat Bedyer

- Angesom Ogbamariam
- Malik Alidu Salifu
- Aboubacar Doumbouya
- Marwa Range
- Redouane Achik
- Yahaya Mahamadou
- Peter Edibe
- Theogene Ndagijimana

- Djibril Camara
- El Hadji Malick Samba
- Zakhele Siwela
- Ali Waleed Ahmed
- Anouar Hmila

## Convocazioni
Le federazioni nazionali hanno tempo fino al 7 gennaio 2015 per presentare alla CAF le liste ufficiali, composte da ventitré giocatori (di cui tre portieri), anche se, fino a ventiquattro ore prima della partita d'esordio della squadra alla Coppa d'Africa, sarà ancora ammessa la possibilità di sostituire uno o più convocati in caso di infortunio che pregiudichi la disputa dell'intera fase finale.
Nel caso in cui una federazione presenti la propria lista dopo il 10 gennaio 2015, le sarà permesso di registrare solo ventuno giocatori, oltre ad essere sanzionata con una multa di ventimila (20 000) dollari.

## Regolamento del torneo
La formula conferma quella in vigore da quando, in occasione dell'edizione sudafricana del 1996, la fase finale del campionato africano di calcio è stata portata a 16 squadre e prevede, dunque, la formazione di quattro gironi all'italiana (chiamati "gruppi") con partite di sola andata, ciascuno composto da quattro squadre.
Per determinare la posizione in classifica di squadre che si trovano a parità di punti saranno presi in considerazione, nell'ordine, i seguenti criteri:
1. maggiore numero di punti negli scontri diretti tra le squadre interessate (classifica avulsa);
2. migliore differenza reti globale;
3. maggiore numero di reti segnate globale;
4. sorteggio da parte del comitato CAF.

Nel caso in cui più di due nazionali avessero lo stesso numero di punti in classifica, per determinare la loro posizione saranno presi in considerazione, nell'ordine, i seguenti parametri:
1. maggiore numero di punti negli scontri diretti tra le squadre interessate (classifica avulsa);
2. migliore differenza reti negli scontri diretti tra le squadre interessate (classifica avulsa);
3. maggiore numero di reti segnate negli scontri diretti tra le squadre interessate (classifica avulsa);

Se tuttavia dopo aver applicato i criteri precedenti due squadre si trovassero ancora in parità, si applicheranno nuovamente i tre criteri alle due squadre in questione per determinare la loro posizione finale. Se questa procedura non permetterà di separarle verranno utilizzati, sempre nell'ordine, gli ulteriori parametri qui di seguito: 
1. migliore differenza reti globale;
2. maggiore numero di reti segnate globale;
3. sorteggio da parte del comitato CAF.

Le prime due nazionali classificate di ogni raggruppamento accedono alla fase a eliminazione diretta che consiste in un tabellone di tre turni (quarti di finale, semifinali e finali) ad accoppiamenti interamente prestabiliti e con incontri basati su partite uniche ed eventuali tempi supplementari e tiri di rigore in caso di persistenza della parità tra le due contendenti, ad eccezione della finale per il terzo posto nella quale, in caso di parità alla fine dei tempi regolamentari, il vincitore verrà stabilito direttamente mediante i tiri di rigore.

## Riassunto del torneo

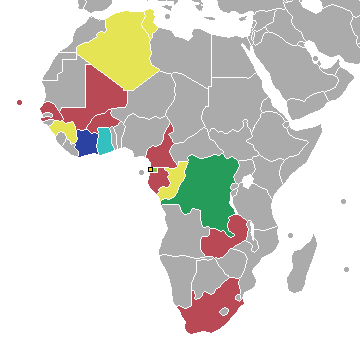
Piazzamenti delle nazionali a Guinea Equatoriale 2015
Vincitore
Secondo posto
Terzo posto
Quarto posto
Quarti di finale
Gironi

Vincitore
     Secondo posto
     Terzo posto
     Quarto posto
     Quarti di finale
     Gironi

### Fase a gironi

#### Gruppo A
Nella partita inaugurale, la Guinea Equatoriale affronta la Rep. del Congo. I padroni di casa vanno in vantaggio al 16' con un gol del capitano Emilio N'sue. Verso la fine della gara, la punta congolese Thievy Bifouma segna all'87' il gol del pareggio. Nell'altra partita, il Gabon stende il Burkina Faso vicecampione in carica per due reti a zero, gol di Pierre-Emerick Aubameyang e Malick Evouna. Nel secondo turno, Guinea Equatoriale e Burkina Faso non si fanno male e chiudono la partita a reti inviolate (0-0). Il Congo continua la sua corsa per la qualificazione ai quarti sconfiggendo il Gabon 1-0, con il gol partita realizzato dal capitano Prince Oniangué. Nell'ultima giornata, la Guinea Equatoriale si qualifica vincendo 2-0 contro il Gabon, reti di Javier Balboa (su rigore) e Ibán. Nell'altra sfida, i Diables Rouges ottengono la qualificazione sconfiggendo 2-1 gli Étalons, costretti a salutare il torneo al primo turno dopo il secondo posto conquistato due anni prima.

#### Gruppo B
La prima giornata del girone si apre con il pareggio per 1-1 dello Zambia e la RD del Congo, con i Chipolopolo che si fanno recuperare al 66' dopo essere stati in vantaggio dal 2'. Nell'altra partita anche Tunisia e Capo Verde chiudono l'incontro sull'1-1. La seconda giornata vede la vittoria della Tunisia sullo Zambia, ribaltando il risultato (2-1) grazie ai suoi centravanti Ahmed Akaïchi e Yassine Chikhaoui. Nella partita serale le selezioni capoverdiana e congolese non riescono a sbloccare il risultato e terminano l'incontro a reti inviolate. Nella giornata finale tutte le nazionali si giocano ancora la qualificazione. Ad avere la meglio sono la Tunisia e la RD del Congo che con il pareggio per 1-1 passano ai quarti di finale classificandosi rispettivamente prima e seconda. Dopo un altro 0-0, niente da fare per Capo Verde che, nonostante gli stessi punti dei Leopardi, non riesce a qualificarsi per il numero inferiore di gol fatti.

#### Gruppo C
Il cosiddetto girone della morte si apre con l'incontro che vede opposte il Ghana ed il Senegal. Le Black Stars passano in vantaggio con il rigore di André Ayew ma nella ripresa i Leoni della Teranga si riscattano con i gol di Mame Biram Diouf e Moussa Sow, conquistando così i tre punti. Vittoria in rimonta anche nella seconda partita che ha visto trionfare l'Algeria sul Sudafrica con il risultato di 3-1. Nel secondo turno il Ghana ottiene la vittoria in extremis contro l'Algeria grazie alla rete del capitano Asamoah Gyan mentre la partita serale fra Sudafrica e Senegal termina in pareggio con una rete per parte. Nel turno conclusivo il Ghana rimonta con due gol l'iniziale vantaggio dei Bafana Bafana, conquistando il passaggio ai quarti di finale insieme all'Algeria che batte 2-0 il Senegal. Gli algerini sono però costretti a passare il turno da secondi in virtù dello scontro diretto perso con i ghanesi.

#### Gruppo D
Le prime 4 partite vedono 4 pareggi per 1-1. All'ultima giornata, la Costa d'Avorio vince 1-0 sul Camerun ed è prima del girone, mentre la Guinea, dopo aver pareggiato col Mali sempre 1-1, avanza solo per sorteggio.

## Fase finale
Il programma di gara ufficiale è stato annunciato il 9 dicembre 2014.

### Fase a gironi

#### Gruppo A

##### Classifica
| Pos. | Squadra            | Pt | G | V | N | P | GF | GS | DR |
| ---- | ------------------ | -- | - | - | - | - | -- | -- | -- |
| 1.   | Rep. del Congo     | 7  | 3 | 2 | 1 | 0 | 4  | 2  | +2 |
| 2.   | Guinea Equatoriale | 5  | 3 | 1 | 2 | 0 | 3  | 1  | +2 |
| 3.   | Gabon              | 3  | 3 | 1 | 0 | 2 | 2  | 3  | -1 |
| 4.   | Burkina Faso       | 1  | 3 | 0 | 1 | 2 | 1  | 4  | -3 |

##### Risultati
| Arbitro: | Gassama |

|           |           |             |
| N'sue 16’ | Marcatori | 87’ Bifouma |

| Arbitro: | Seechurn |

|  |           |                           |
|  | Marcatori | 19’ Aubameyang 72’ Evouna |

| Bata 21 gennaio 2015, ore 17:00 UTC+1 Incontro 9 | Guinea Equatoriale | 0 – 0 referto | Burkina Faso | Estadio de Bata (39 867 spett.)\| Arbitro: \| Alioum \| |
| Arbitro:                                         | Alioum             |               |              |                                                         |

| Arbitro: | Gomes |

|  |           |              |
|  | Marcatori | 48’ Oniangué |

| Arbitro: | Lamptey |

|                          |           |           |
| Bifouma 51’ N'Guessi 87’ | Marcatori | 86’ Bancé |

| Arbitro: | Doué |

|  |           |                            |
|  | Marcatori | 55’ (rig.) Balboa 86’ Ibán |

#### Gruppo B

##### Classifica
| Pos. | Squadra      | Pt | G | V | N | P | GF | GS | DR |
| ---- | ------------ | -- | - | - | - | - | -- | -- | -- |
| 1.   | Tunisia      | 5  | 3 | 1 | 2 | 0 | 4  | 3  | +1 |
| 2.   | RD del Congo | 3  | 3 | 0 | 3 | 0 | 2  | 2  | 0  |
| 3.   | Capo Verde   | 3  | 3 | 0 | 3 | 0 | 1  | 1  | 0  |
| 4.   | Zambia       | 2  | 3 | 0 | 2 | 1 | 2  | 3  | -1 |

##### Risultati
| Arbitro: | Grisha |

|              |           |             |
| Singuluma 2’ | Marcatori | 66’ Bolasie |

| Arbitro: | Otogo-Castane |

|            |           |                   |
| Moncer 69’ | Marcatori | 76’ (rig.) Héldon |

| Arbitro: | Bangoura |

|            |           |                           |
| Mayuka 60’ | Marcatori | 70’ Akaïchi 89’ Chikhaoui |

| Ebebiyín 22 gennaio 2015, ore 20:00 UTC+1 Incontro 12 | Capo Verde | 0 – 0 referto | RD del Congo | Estadio Manuel Enguru (7 680 spett.)\| Arbitro: \| Diedhiou \| |
| Arbitro:                                              | Diedhiou   |               |              |                                                                |

| Ebebiyín 26 gennaio 2015, ore 19:00 UTC+1 Incontro 19 | Capo Verde | 0 – 0 referto | Zambia | Estadio Manuel Enguru (7 950 spett.)\| Arbitro: \| Alioum \| |
| Arbitro:                                              | Alioum     |               |        |                                                              |

| Arbitro: | Gassama |

|            |           |             |
| Bokila 66’ | Marcatori | 31’ Akaïchi |

#### Gruppo C

##### Classifica
| Pos. | Squadra   | Pt | G | V | N | P | GF | GS | DR |
| ---- | --------- | -- | - | - | - | - | -- | -- | -- |
| 1.   | Ghana     | 6  | 3 | 2 | 0 | 1 | 4  | 3  | +1 |
| 2.   | Algeria   | 6  | 3 | 2 | 0 | 1 | 5  | 2  | +3 |
| 3.   | Senegal   | 4  | 3 | 1 | 1 | 1 | 3  | 4  | -1 |
| 4.   | Sudafrica | 1  | 3 | 0 | 1 | 2 | 3  | 6  | -3 |

##### Risultati
| Arbitro: | Camille |

|                    |           |                     |
| A. Ayew 14’ (rig.) | Marcatori | 58’ Diouf 90+3’ Sow |

| Arbitro: | Doué |

|                                               |           |           |
| Hlatshwayo 67’ (aut.) Ghoulam 72’ Slimani 83’ | Marcatori | 51’ Phala |

| Arbitro: | Coulibaly |

|            |           |  |
| Gyan 90+2’ | Marcatori |  |

| Arbitro: | Lemghaifry |

|             |           |           |
| Manyisa 47’ | Marcatori | 60’ Mbodj |

| Arbitro: | Nampiandraza |

|             |           |                      |
| Masango 17’ | Marcatori | 73’ Boye 83’ A. Ayew |

| Arbitro: | Seechurn |

|  |           |                         |
|  | Marcatori | 11’ Mahrez 82’ Bentaleb |

#### Gruppo D

##### Classifica
| Pos. | Squadra        | Pt | G | V | N | P | GF | GS | DR |
| ---- | -------------- | -- | - | - | - | - | -- | -- | -- |
| 1.   | Costa d'Avorio | 5  | 3 | 1 | 2 | 0 | 3  | 2  | +1 |
| 2.   | Guinea         | 3  | 3 | 0 | 3 | 0 | 3  | 3  | 0  |
| 3.   | Mali           | 3  | 3 | 0 | 3 | 0 | 3  | 3  | 0  |
| 4.   | Camerun        | 2  | 3 | 0 | 2 | 1 | 2  | 3  | -1 |

##### Risultati
| Arbitro: | Abid Charef |

|             |           |             |
| Doumbia 72’ | Marcatori | 36’ Yattara |

| Arbitro: | Sikazwe |

|                 |           |            |
| S. Yatabaré 71’ | Marcatori | 84’ Oyongo |

| Arbitro: | El Ahrach |

|            |           |         |
| Gradel 86’ | Marcatori | 7’ Sako |

| Arbitro: | Weyesa |

|               |           |            |
| Moukandjo 13’ | Marcatori | 42’ Traoré |

| Arbitro: | Otogo-Castane |

|  |           |            |
|  | Marcatori | 36’ Gradel |

| Arbitro: | Said Kordi |

|                     |           |           |
| Constant 14’ (rig.) | Marcatori | 47’ Maïga |

Note:
Guinea qualificata per sorteggio, come da regolamento, dopo il testa a testa alla pari con il Mali. Il sorteggio si è svolto il 29 gennaio 2015, alle ore 16:00 locali, presso l'hotel Hilton Malabo nella capitale equatoguineana.

### Fase a eliminazione diretta
Il 27 gennaio 2015, la CAF ha annunciato di aver cambiato le sedi di due quarti di finale:
- La sede del secondo quarto di finale (incontro 26) è stata trasferita dall'Estadio Manuel Enguru, Ebebiyín all'Estadio de Bata, Bata.
- La sede del terzo quarto di finale (incontro 27) è stata trasferita dall'Estadio de Mongomo, Mongomo al Nuevo Estadio de Malabo, Malabo.

Il calcio d'inizio dei quarti di finale 2 e 4 (incontri 26 e 28) è stato inoltre posticipato dalle 20:00 alle 20:30 locali.

#### Tabellone
|  | Quarti di finale             | Quarti di finale            |                           |                    | Semifinali                | Semifinali                |  |  | Finale                      | Finale |
|  |                              |                             |                           |                    |                           |                           |  |  |                             |        |
|  | Bata - 31 gennaio - 17:00    |                             |                           |                    |                           |                           |  |  |                             |        |
|  |                              |                             |                           |                    |                           |                           |  |  |                             |        |
|  | 1A. Rep. del Congo           | 2                           |                           |                    |                           |                           |  |  |                             |        |
|  | 1A. Rep. del Congo           | 2                           | Bata - 4 febbraio - 20:00 |                    |                           |                           |  |  |                             |        |
|  | 2B. RD del Congo             | 4                           |                           |                    |                           |                           |  |  |                             |        |
|  | 2B. RD del Congo             | 4                           | RD del Congo              | 1                  |                           |                           |  |  |                             |        |
|  | Malabo - 1º febbraio - 20:30 |                             | RD del Congo              | 1                  |                           |                           |  |  |                             |        |
|  |                              | Costa d'Avorio              | 3                         |                    |                           |                           |  |  |                             |        |
|  | 1D. Costa d'Avorio           | Costa d'Avorio              | 3                         | 3                  |                           |                           |  |  |                             |        |
|  | 1D. Costa d'Avorio           |                             | Bata - 8 febbraio - 20:00 | 3                  |                           |                           |  |  |                             |        |
|  | 2C. Algeria                  | 1                           |                           |                    |                           |                           |  |  |                             |        |
|  | 2C. Algeria                  | 1                           | Costa d'Avorio (dtr)      | 0 (9)              |                           |                           |  |  |                             |        |
|  | Malabo - 1º febbraio - 17:00 |                             | Costa d'Avorio (dtr)      | 0 (9)              |                           |                           |  |  |                             |        |
|  |                              | Ghana                       | 0 (8)                     |                    |                           |                           |  |  |                             |        |
|  | 1C. Ghana                    | Ghana                       | 0 (8)                     | 3                  |                           |                           |  |  |                             |        |
|  | 1C. Ghana                    | Malabo - 5 febbraio - 20:00 |                           | 3                  |                           |                           |  |  |                             |        |
|  | 2D. Guinea                   | 0                           |                           |                    |                           |                           |  |  |                             |        |
|  | 2D. Guinea                   | 0                           | Ghana                     | 3                  | Finale per il terzo posto | Finale per il terzo posto |  |  |                             |        |
|  | Bata - 31 gennaio - 20:30    |                             | Ghana                     | 3                  | Finale per il terzo posto | Finale per il terzo posto |  |  |                             |        |
|  |                              | Guinea Equatoriale          | 0                         |                    |                           |                           |  |  |                             |        |
|  | 1B. Tunisia                  | Guinea Equatoriale          | 0                         | 1                  | RD del Congo (dtr)        | 0 (4)                     |  |  |                             |        |
|  | 1B. Tunisia                  |                             |                           | 1                  | RD del Congo (dtr)        | 0 (4)                     |  |  |                             |        |
|  | 2A. Guinea Equatoriale (dts) | 2                           |                           | Guinea Equatoriale | 0 (2)                     |                           |  |  |                             |        |
|  | 2A. Guinea Equatoriale (dts) | 2                           |                           |                    | 0 (2)                     |                           |  |  |                             |        |
|  |                              |                             |                           |                    |                           |                           |  |  | Malabo - 7 febbraio - 17:00 |        |
|  |                              |                             |                           |                    |                           |                           |  |  |                             |        |

#### Quarti di finale
| Arbitro: | Camille |

|                      |           |                                           |
| Doré 55’ Bifouma 62’ | Marcatori | 65’, 90+1’ Mbokani 75’ Bokila 81’ Kimwaki |

| Arbitro: | Seechurn |

|             |           |                           |
| Akaïchi 70’ | Marcatori | 90+3’ (rig.), 102’ Balboa |

| Arbitro: | Sikazwe |

|                         |           |  |
| Atsu 4’, 61’ Appiah 44’ | Marcatori |  |

| Arbitro: | Gassama |

|                              |           |             |
| Bony 26’, 68’ Gervinho 90+4’ | Marcatori | 51’ Soudani |

#### Semifinali
| Arbitro: | Alioum |

|                    |           |                                     |
| Mbokani 24’ (rig.) | Marcatori | 20’ Y. Touré 41’ Gervinho 68’ Kanon |

| Arbitro: | Otogo-Castane |

|                                             |           |  |
| J. Ayew 42’ (rig.) Wakaso 45+2’ A. Ayew 75’ | Marcatori |  |

#### Finale 3º posto
| Arbitro: | Grisha |

|                                |                      |                               |
| Mabwati Mabidi Mbemba Mongongu | Tiri di rigore 4 – 2 | Balboa Fabiani Juvenal Ellong |

#### Finale
| Arbitro: | Gassama |

|                                                                          |                      |                                                                            |
| Bony Tallo Aurier Doumbia Y. Touré Kalou K. Touré Kanon Bailly Die Barry | Tiri di rigore 9 – 8 | Wakaso J. Ayew Acquah Acheampong A. Ayew Mensah Badu Afful Baba Boye Razak |

## Statistiche

### Classifica marcatori
3 reti
- André Ayew (1 rigore)
- Javier Balboa (2 rigori)
- Thievy Bifouma
- Dieumerci Mbokani (1 rigore)
- Ahmed Akaïchi

2 reti
- Wilfried Bony
- Gervinho
- Max Gradel
- Christian Atsu
- Jeremy Bokila

1 rete
- Nabil Bentaleb
- Faouzi Ghoulam
- Riyad Mahrez
- Islam Slimani
- El Arbi Hillel Soudani
- Aristide Bancé
- Benjamin Moukandjo
- Ambroise Oyongo
- Héldon (1 rigore)
- Seydou Doumbia
- Wilfried Kanon

- Yaya Touré
- Pierre-Emerick Aubameyang
- Malick Evouna
- Kwesi Appiah
- Jordan Ayew (1 rigore)
- John Boye
- Asamoah Gyan
- Mubarak Wakaso
- Kévin Constant (1 rigore)
- Ibrahima Traoré
- Mohamed Yattara

- Ibán
- Emilio N'sue
- Modibo Maïga
- Bakary Sako
- Sambou Yatabaré
- Férébory Doré
- Fabrice N'Guessi
- Prince Oniangué
- Yannick Bolasie
- Joël Kimwaki
- Mame Biram Diouf

- Kara Mbodj
- Moussa Sow
- Oupa Manyisa
- Mandla Masango
- Thuso Phala
- Mohamed Ali Moncer
- Yassine Chikhaoui
- Emmanuel Mayuka
- Given Singuluma

Autoreti
- Thulani Hlatshwayo (1, pro  Algeria)

### Premi
La sera della finale per il 1º posto, conclusa la partita, la CAF ha reso noti i premi assegnati ai calciatori.
- Miglior giocatore del torneo:  Christian Atsu
- Capocannoniere del torneo:  André Ayew
- Miglior portiere del torneo:  Sylvain Gbohouo
- Premio Fair Play - giocatore:  Kwesi Appiah
- Premio Fair Play - squadra:  RD del Congo
- Miglior gol del torneo:  Christian Atsu (contro la Guinea)
- Squadra del torneo:[45]

| Portieri                       | Difensori                              | Centrocampisti                                            | Attaccanti                   |
| ------------------------------ | -------------------------------------- | --------------------------------------------------------- | ---------------------------- |
| Sylvain Gbohouo Robert Kidiaba | Serge Aurier Harrison Afful Kolo Touré | André Ayew Yaya Touré Max Gradel Yannick Bolasie Gervinho | Christian Atsu Wilfried Bony |

## Controversie

### Sorteggio Guinea-Mali
Essendo Guinea e Mali classificatesi a parità di punti e record (gol fatti, subiti ecc.) nel gruppo D, si è reso necessario il sorteggio per scegliere la squadra che sarebbe avanzata ai quarti di finale. Prima del sorteggio, l'allenatore del Mali Henri Kasperczak ha detto che il torneo "deve trovare un modo più sportivo [per decidere chi avanza], più giusto... Questo non corrisponde a uno spirito sportivo". Il suo omologo della Guinea, Michel Dussuyer, ha detto che nessuna delle due squadre avrebbe meritato di essere eliminata in quel modo.
La Guinea ha vinto il sorteggio, provocando una denuncia da parte di Boubacar Diarra, presidente della Federazione calcistica del Mali. Issa Hayatou, presidente della CAF, ha difeso il processo come l'unica opzione.

### Arbitraggio Tunisia - Guinea Equatoriale
Wadie Jary, il presidente della Federazione calcistica della Tunisia, ha accusato l'imparzialità dell'arbitro contro la Tunisia, dopo la sconfitta controversa nei quarti di finale contro la Guinea Equatoriale del 31 gennaio 2015. A seguito di questa dichiarazione è stato sospeso da competizioni e attività della CAF.
L'arbitro mauriziano Rajindraparsad Seechurn che ha assegnato il rigore per la Guinea Equatoriale nella partita in questione, è stato sospeso dalla direzione di gare per sei mesi e cancellato dal registro élite degli arbitri della CAF.
La federcalcio tunisina è stata multata per 50 000 dollari per aver affrontato l'arbitro durante la partita, oltre a danni provocati nello spogliatoio, mentre quella equatoguineana è stata multata per 5 000 dollari per la sicurezza inadeguata nello stadio.

### Disordini Ghana - Guinea Equatoriale
Durante la semifinale tra Guinea Equatoriale e Ghana, si sono verificati alcuni incidenti tra i tifosi di casa, i tifosi ospiti e le forze dell'ordine. Alla pausa del primo tempo, con la nazionale ghanese in vantaggio per 2-0, i giocatori di quest'ultima sono stati protetti da parte della polizia dal lancio di oggetti provenienti dai tifosi ostili della nazione ospitante.
Nel secondo tempo, al minuto 82, un fitto lancio di oggetti viene indirizzato verso la panchina del Ghana, che si è rifugiata in campo per sfuggirvi. Vittime del lancio sono stati anche i tifosi ghanesi che si sono prima rifugiati in tribuna e poi sono stati fatti entrare in campo, a ridosso del rettangolo di gioco. Un elicottero è stato impegnato per disperdere gli spettatori fuori dallo stadio, volando ad un'altezza bassa sopra di loro. La Federazione calcistica del Ghana ha descritto l'incidente simile a una zona di guerra.
Le forze dell'ordine hanno inoltre sparato fumogeni in tribuna nel tentativo di riportare l'ordine. Il gioco è stato fermato per quasi quaranta minuti, prima di ricominciare per solo tre minuti degli otto restanti.
Il regolamento della competizione dichiara che l'incontro sarebbe dovuto terminare prematuramente e che la nazionale ospitante, la Guinea Equatoriale, sarebbe dovuta essere eliminata dalla competizione.
La CAF ha sanzionato la federazione equatoguineana con una multa di 100 000 dollari e l'ha informata di dover disputare un incontro ufficiale casalingo "a porte chiuse", dopo la fine del torneo.